# Giovanni Meoni

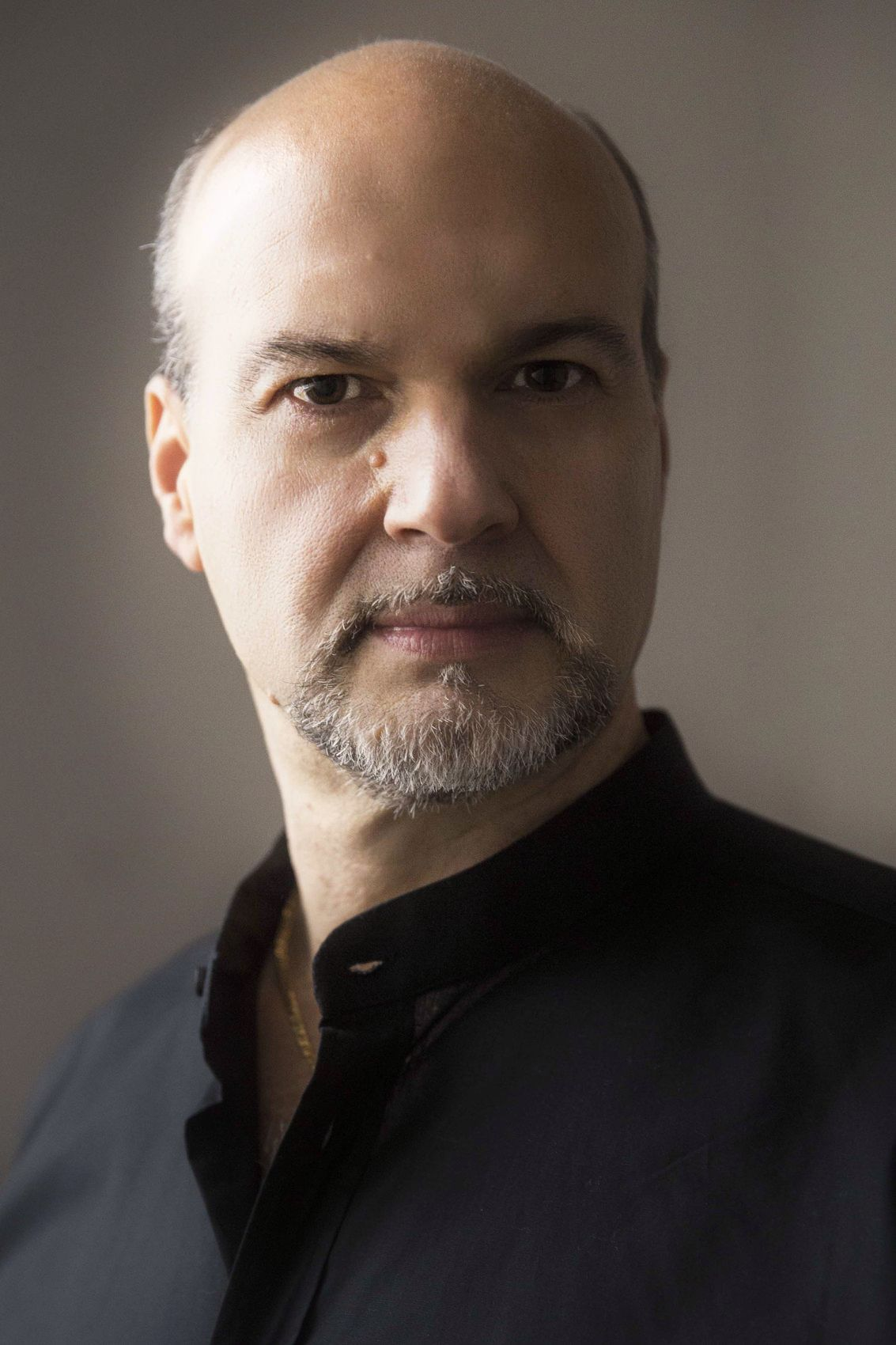
Bariton Giovanni Meoni

Giovanni Meoni (* 1964 in Genzano di Roma) ist ein italienischer Opernsänger (Bariton) und Gesangslehrer.

## Leben
Meoni begann das Gesangsstudium am Conservatorio di Santa Cecilia in Rom. Später studierte er mit M° Leodino Ferri (Schüler von Arturo Melocchi), dessen Lehre von entscheidender Wichtigkeit für seine gesangliche Ausbildung wurde. 1991 debütierte Meoni in La Bohème (Marcello) am Teatro Flavio Vespasiano (Rieti). Zwischen 1991 und 1993 gewann er die ersten Preise bei nationalen und internationalen Wettbewerben: Battistini 1991, Ricciarelli 1992, Basiola 1993 (erster Preis und bester Bariton).
Meoni, wichtiger Interpret der italienischen Operntradition, zeichnete sich in den ersten Jahren seiner Karriere als Spezialist des Belcantorepertoire aus (Bellini, Donizetti), um sich folglich den Opern Verdis zu widmen. Dies erwies sich letztlich als Meonis optimaler und natürlichster Schwerpunkt: hier erreicht der Sänger seine maximale Ausdruckskraft, besonders in den Rollen des edlen Baritons („baritono nobile“), gekennzeichnet durch feinste Phrasierung und eine signifikante szenische Präsenz.

## Künstlerische Tätigkeit
Giovanni Meoni hat auf den wichtigsten Bühnen der Welt gesungen, an der Metropolitan Opera (New York), an der Wiener Staatsoper, an der Bayerischen Staatsoper (München), an der Hamburgischen Staatsoper, an der Deutschen Oper Berlin, am Opernhaus Zürich, am Gran Teatre del Liceu (Barcelona), an der Stuttgarter Staatsoper, am Teatro dell’Opera (Rom), am Teatro San Carlo (Neapel), am Teatro Regio (Turin), am Teatro Comunale (Bologna), am Teatro La Fenice (Venedig), am Teatro Comunale (Florenz), am Teatro Massimo (Palermo), am Teatro Carlo Felice (Genua), in der Arena von Verona, am Teatro Regio di Parma, am Festival in der Arena Sferisterio in Macerata, am Bolschoi-Theater (Moskau) sowie an der Opéra Royal de Wallonie.
Er ist auch als Konzertsänger aktiv, trat in renommierten Konzertsälen und bei -institutionen auf, wie der Carnegie Hall (New York), das Concertgebouw (Amsterdam), die Accademia Nazionale di Santa Cecilia (Rom), die Münchner Philharmoniker.
Meoni hielt u. a. Recitals in Mailand, New York, London, Brüssel, Paris, Madrid, Hongkong, Bukarest und Sofia.
Giovanni Meoni hat außerdem mit wichtigen Orchesterdirigenten, wie Riccardo Muti, Zubin Mehta, Myung-Whun Chung, Daniele Gatti, Daniel Oren, Pinchas Steinberg, Gianandrea Noseda, Gianluigi Gelmetti, Bruno Campanella, Alain Lombard, Nello Santi, Donato Renzetti, Paolo Arrivabeni, Renato Palumbo und mit namhaften Regisseuren, wie Franco Zeffirelli, Hugo De Ana, Pier Luigi Pizzi, Robert Carsen, Jonathan Miller, Giuliano Montaldo, Ferzan Özpetek, Beni Montresor, Alberto Fassini, Gianfranco De Bosio, Renzo Giacchieri, Henning Brockhaus zusammengearbeitet.
Meoni wurde mit wichtigen Preisen und Anerkennungen ausgezeichnet, wie mit dem „Lauri-Volpi“- und dem „Ettore Bastianini“-Preis.
Seit 2023 ist er Gesangslehrer am Konservatorium "A. Boito" in Parma.

## Rollenrepertoire
| - Giuseppe Verdi - Macbeth (Macbeth) - Nabucco (Nabucco) - Rigoletto (Rigoletto) - Simon Boccanegra (Simone) - Il trovatore (Conte di Luna) - Attila (Ezio) - La forza del destino (Don Carlo) - Don Carlos (Rodrigo) - Otello (Iago) - Un ballo in maschera (Renato) - I due Foscari (Francesco) - Ernani (Carlo V) | - Giuseppe Verdi - I vespri siciliani (Monforte) - I masnadieri (Francesco) - Luisa Miller (Miller) - La traviata (Giorgio Germont) - Aida (Amonasro) - Gaetano Donizetti - La favorite (Alphonse) - Lucia di Lammermoor (Enrico) - Poliuto (Severo) - Roberto Devereux (Nottingham) - Maria di Rohan (Chevreuse) - Messa di requiem | - Vincenzo Bellini - I puritani (Riccardo) - Giacomo Puccini - Tosca (Scarpia) - Il tabarro (Michele) - Madama Butterfly (Sharpless) - Charles Gounod - Faust (Valentino) - Pietro Mascagni - Cavalleria rusticana (Alfio) - Gioachino Rossini - Guglielmo Tell (Guglielmo Tell) |